# Fritz Kärfve
Fritz Edvard Kärfve, född 12 september 1880 i Malmö S:t Petri församling, död 15 oktober 1967 i Malmö, var en svensk målare och grafiker.
Barn- och ungdomstiden tillbringade han på Repslagargatan i Malmö, där föräldrarna bodde. Vid 32 års ålder gifte sig Kärfve sig med Sigrid Martina Sjögren. Tillsammans fick de döttrarna Marianne, Karin och Lull Kärfve. Familjen bodde först på Rundelsgatan i Malmö, där Kärfve också hade sin ateljé. Senare byggde Kärfve själv ett hus vid Mälarhusen 1917, dit hela familjen flyttade.
Redan när Kärfve var 14 år gammal började han utbilda sig till dekorationsmålare under Edmond Stoltz. Efter skolan arbetade han bland annat under en dansk dekorationsmålare som hette Fischer. Under de här åren gick Kärfve också på teknisk aftonskola och lärde sig teckna kroki.
Så en höstdag år 1899, "när jag stod med pytsen i ena och målarpenseln i den andra handen på ställningen för att dekorera taket i Trelleborgs teater, kunde jag se ut över havet på ena och skåneslätten på motsatta sidan. Jag dängde pyts och pensel i golvet och utropade; Nu är det slut!" Kamraterna tittade frågande. "Nu tänker jag bli riktig målare." Så började Kärfve sin konstnärsbana med försakelse och under kamp för brödet, med viljan att bli något mera än att måla fönsterkarmar och dörrposter.
År 1899 sökte Kärfve in till Konstnärsförbundets skola i Stockholm. Av de 132 sökande antogs 25 och däribland var Kärfve. Efter ett halvt år återstod endast fem, nämligen Ivar Arosenius, Tore Wahlström, Hjalmar Asp, Värmlands-Lind och Kärfve.
På konstnärsförbundet fick Kärfve ledning av Richard Bergh, som blev allt mer förtjust i Kärfves konst. Under sina år i Stockholm fick Kärfve många konstnärsvänner, exempelvis Ivar Arosenius, Gerhard Henning, Anders Zorn och skådespelaren John Ekman.
Första gången Richard Bergh träffade Kärfve och såg hans målningar, frågade han honom vad han gjort innan han kom in på konstnärsbanan. Kärfve svarade att han var utbildad dekorationsmålare. "Då ligger du sex år före alla andra" gav Bergh som svar.
I december 1901 gick Fritz Kärfve till sjöss, men bara för en kort tid. Han tog hyra på en kornlastad skonare, med destination Stockholm. Med sig tog Kärfve sina tavlor och målarlåda. Väl framme i Stockholm träffade han åter sina vänner och Richard Bergh. Bergh frågade Kärfve var hade kommit ifrån. Kärfve hade gett som svar, att han hade tagit hyra på en båt för att komma till Stockholm för att visa tavlorna för Richard Bergh. Kritiken var sträng och lärorik.
1903 gjorde Kärfve en resa till Norrland. Där tog han intryck av stora och kraftiga färger som senare påverkade hans måleri. Vid jultiden samma år träffade Kärfve Gunnar Löwegren (SDS korrespondent i Paris) på Stortorget i Malmö. Löwegren sa åt Kärfve att han skulle "gå hem och packa sin resväska, för vi skall resa på måndag morgon." "Vart då?" frågade Kärfve. Han fick inte veta det genast. Men resan gick till Paris.
Det visade sig att Gunnar Löwegren tillsammans med sina vänner och bekanta organiserat ett betalningssystem, där de flesta "betalade" fem kronor i månaden under två års tid för Kärfves studier i Paris. Detta visste inte Kärfve någonting om, förrän långt senare. Till Paris kom han lyckligt. Här studerade han under Emile Renan och Christian Krohg ledning vid Académie Colarossi.
1906 kom Kärfve åter till Malmö efter en lycklig och lärorik tid i Paris. Han återvände till det sommarvackra Arild. Där han några år tidigare varit på besök hos Richard Bergh och målat. Året därpå, 1907 och fram till 1909 fortsatte Kärfve sina konststudier vid "De fries" skola i Köpenhamn under Johan Rodhes ledning. Fritz Kärfve gjorde också resor till Holland, Belgien och Italien.
Fritz Kärfve har utfört porträtt och även grupper med en mängd personer samt stora figurkompositioner, till exempel Exodus och Bergspredikan. Han har även målat naket, hamnbilder och interiörer och framför allt landskap från sydöstliga Skåne. Han skildrade Skånes sanddyner och martallar på ett skickligt sätt. Han finns representerad i Nationalmuseum i Stockholm, Göteborgs konstmuseum i Göteborg, Kalmar Konstmuseum och i Malmö konstmuseum, Malmö. Makarna Kärfve är begravda på Löderups gamla kyrkogård.